# 坎布隆门

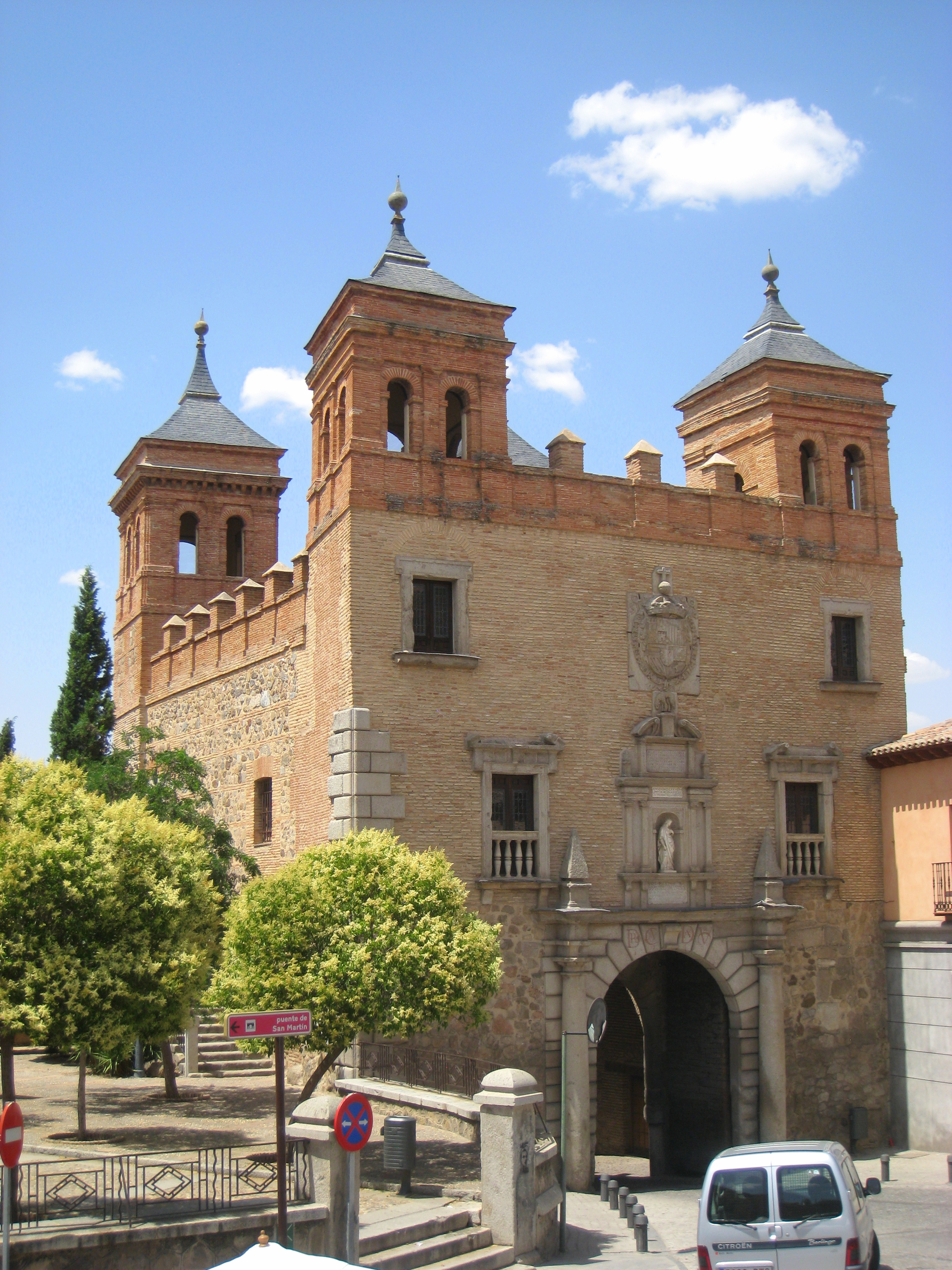

坎布隆门（Puerta del Cambrón）是一座城门，位于西班牙卡斯蒂利亚-拉曼查的托萊多城西部。以前也被称为“犹太人之门”或“圣莱奥卡迪亚门”（Gate of Saint Leocadia），推测这座城门的名字“坎布隆”（del Cambrón），可能是指在1576年最后一次重建城门之前，塔楼废墟顶部生长的荆棘灌木或植物。 1921年12月21日，托莱多城墙连同塔楼和桥梁，均被列为西班牙国家文物古迹。

## 建筑

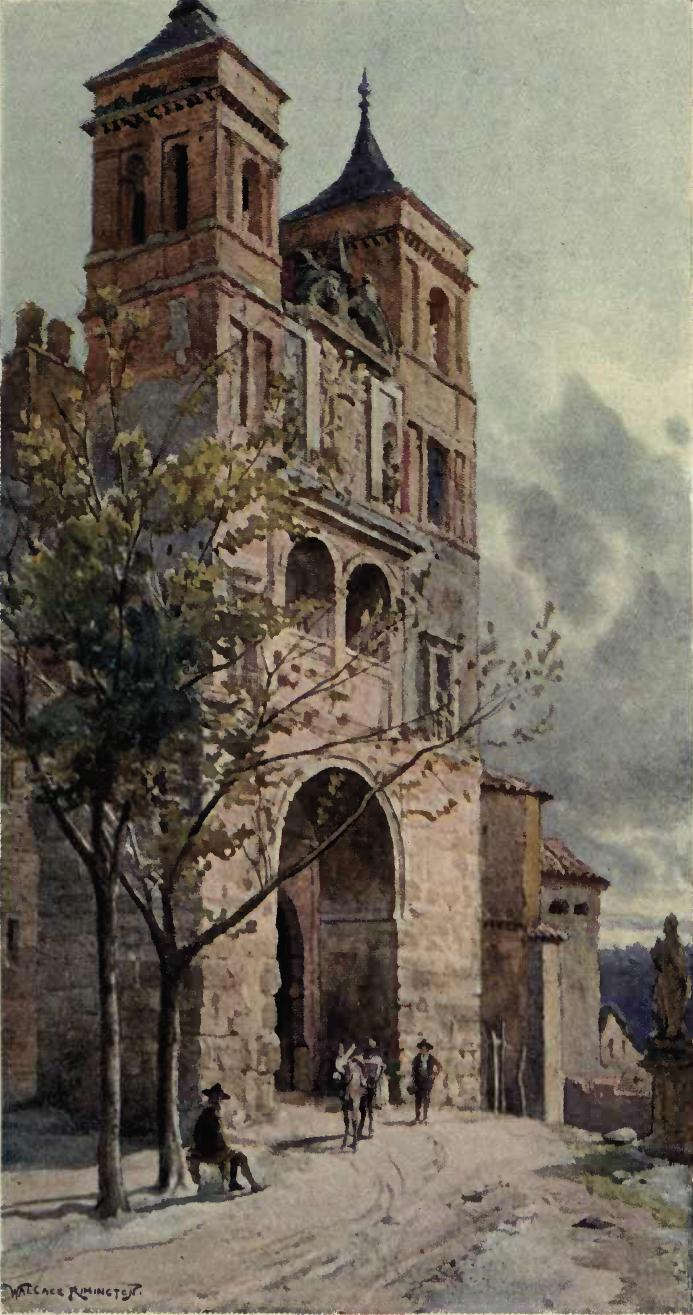

坎布隆门为文艺复兴风格，有两对塔楼和两个拱门，用石头和砖建造。在1570年代初和1576年，它经历了两次翻修。埃尔南德斯·冈萨雷斯、迭戈·德·贝拉斯科和胡安·包蒂斯塔·莫内格罗在城门上雕刻了圣莱奥卡迪亚像。在西班牙内战期间，城门几乎没有损坏。

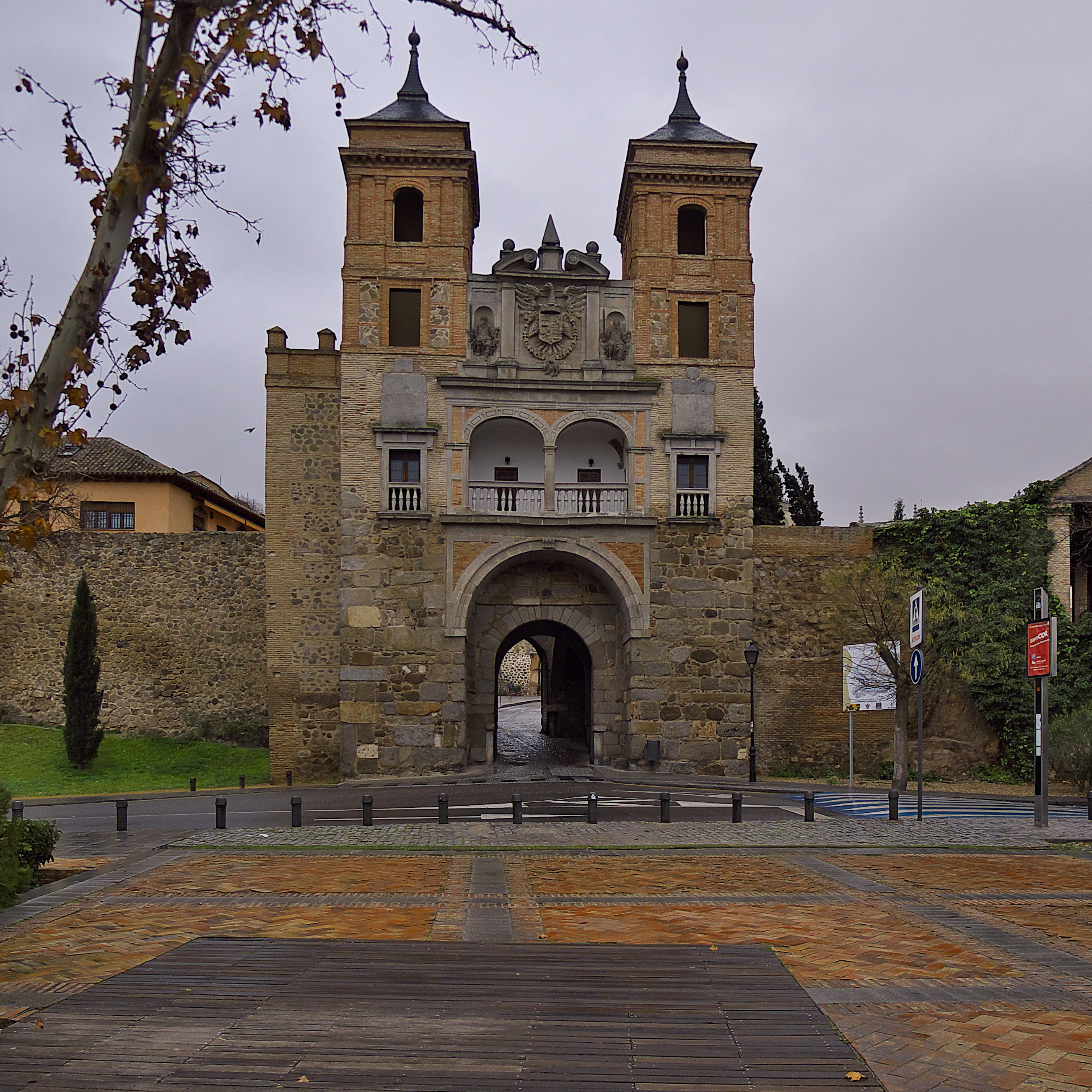
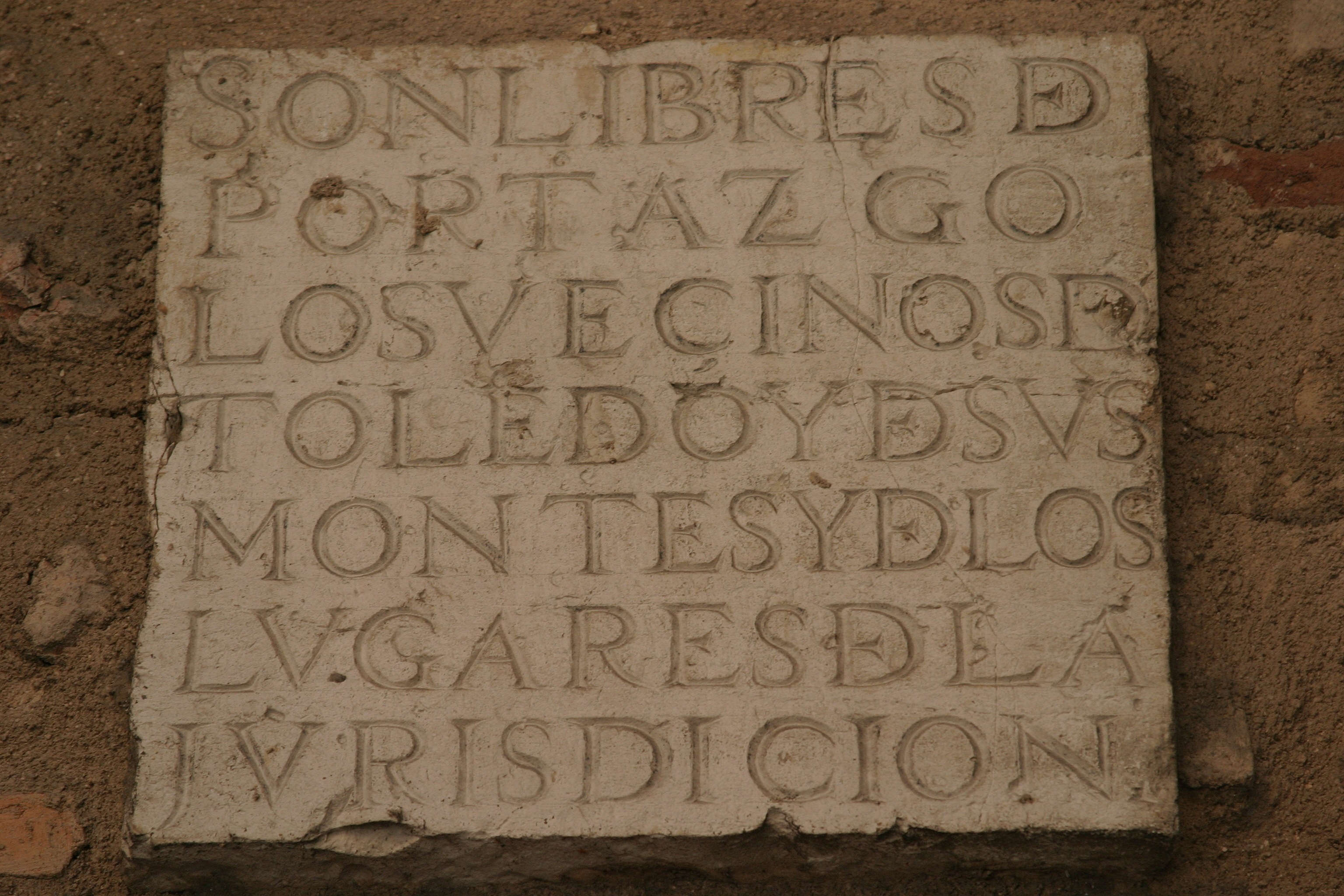